# Frances Seward
Pour les articles homonymes, voir Seward.
Frances Adeline Miller Seward (25 septembre 1805 - 21 juin 1865) était la première dame de New York et l'épouse de William Henry Seward.

## Biographie

### Jeunesse et formation
Frances Seward naît le 25 septembre 1805 dans le comté de Cayuga, à New York. Elle est la fille du juge Elijah Miller (en) et de Hannah Foote Miller, née à Williamstown, dans le Massachusetts. Elle a étudié au séminaire féminin de Troy renommée depuis Emma Willard School,,.

### Engagement
Frances Seward était profondément engagée dans le mouvement abolitionniste. Dans les années 1850, la famille Seward ouvre sa maison à Auburn comme refuge aux esclaves fugitifs du chemin de fer clandestin. Les voyages fréquents et le travail politique de Seward suggèrent que c'est Frances qui joua le rôle le plus actif dans les activités abolitionnistes d'Auburn. Dans l'excitation provoquée par le sauvetage et le transport en toute sécurité de l'esclave fugitif William « Jerry » Henry à Syracuse le 1er octobre 1851, Frances Seward écrit à son mari : « Deux fugitifs sont allés au Canada - l'un d'entre eux, notre connaissance, John. ».
Une autre fois, elle écrit: « Un homme du nom de William Johnson demandera de l'aide pour acheter la liberté de sa fille. Vous verrez que je lui ai donné quelque chose dans son livre. Je lui ai dit que je pensais que vous lui donneriez plus. » Au début de 1859, les Seward ont vendu un petit terrain situé dans la banlieue d’Auburn à la célèbre ancienne esclave et militante Harriet Tubman.

### Tentative d'assassinat
Le 14 avril 1865, le mari de Frances Seward et trois de leurs enfants (Frederick, Augustus et Fanny) furent blessés lors d'une tentative d'assassinat contre son mari à leur domicile. L'homme responsable était Lewis Powell, dit Lewis Paine, conspirateur de John Wilkes Booth ; Booth avait tué le président Abraham Lincoln la même nuit. L'attaque a mis Frances dans un état d'inquiétude pour sa famille. Elle pensait que Frédéric mourrait de ses blessures bien qu'il ait survécu.

### Vie personnelle
Le 20 octobre 1824, elle épouse l'avocat de New York, William Henry Seward, après l'avoir rencontré en 1821 par l'intermédiaire de sa sœur, une camarade de classe.
Le couple aura cinq enfants :
- Augustus Henry Seward (en) (1826-1876).
- Frederick William Seward (1830-1915).
- Cornelia Seward (1836-1837), morte jeune de variole[7].
- William Henry Seward Jr. (en) (1839-1920).
- Frances Adeline "Fanny" Seward (en) (1844-1866).

Frances Seward meurt le 21 juin 1865 d'une crise cardiaque, deux mois après la tentative d'assassinat de son mari. Elle est enterrée au cimetière de Fort Hill (en) à Auburn, dans l'état de New York,.